# Férfi 200 méteres síkfutás a 2005. évi nyári európai ifjúsági olimpiai fesztiválon
A 2005. évi nyári európai ifjúsági olimpiai fesztiválon az atlétikai versenyszámokat Lignano Sabbiadoróban rendezték. A férfi 100 méteres síkfutás előfutamait július 6-án, a döntőt pedig július 8-án rendezték.

## Előfutamok
| H  | F | Név                     | Nemzet             | E     | Mj  |
| -- | - | ----------------------- | ------------------ | ----- | --- |
| 1  | 2 | David Hernández         | Spanyolország      | 21.93 | Q   |
| 2  | 3 | Reto Schenkel           | Svájc              | 22.03 | Q   |
| 3  | 2 | Ryan Oswald             | Egyesült Királyság | 22.29 | q   |
| 4  | 2 | Pavel Setin             | Azerbajdzsán       | 22.55 | q   |
| 5  | 3 | Gerard O'Reilly         | Írország           | 22.60 | q   |
| 6  | 1 | Matteo Galvan           | Olaszország        | 22.61 | Q   |
| 7  | 2 | Joel Kuivaniemi         | Finnország         | 22.62 | q   |
| 8  | 3 | Michael-pat Phil Anpong | Hollandia          | 22.79 | q   |
| 9  | 1 | Kristjan Reinaru        | Észtország         | 22.82 | q   |
| 10 | 3 | Wim Van Belle           | Belgium            | 22.83 | q   |
| 11 | 1 | Nyls Nubret             | Franciaország      | 22.86 | q   |
| 11 | 1 | Jonathan Bille Perez    | Norvégia           | 22.86 | q   |
| 13 | 2 | Pavle Simovski          | Észak-Macedónia    | 22.99 |     |
| 14 | 2 | Pedro Fontes            | Portugália         | 23.04 |     |
| 15 | 3 | Dejan Cepanec           | Horvátország       | 23.39 |     |
| 16 | 3 | Stanislav Stanishev     | Bulgária           | 23.78 |     |
| -  | 1 | Ondrej Lamer            | Csehország         | -     | DQ  |
| -  | 1 | Rasmus Olsen            | Dánia              | -     | DNF |

## Döntő
| A döntő | A döntő                 | A döntő            | A döntő | A döntő |
| H       | Név                     | Nemzet             | E       | Mj      |
| ------- | ----------------------- | ------------------ | ------- | ------- |
| Arany   | Matteo Galvan           | Olaszország        | 21.86   |         |
| Ezüst   | Reto Schenkel           | Svájc              | 21.88   |         |
| Bronz   | David Hernández         | Spanyolország      | 21.93   |         |
| 4       | Gerard O'Reilly         | Írország           | 21.97   |         |
| 5       | Ryan Oswald             | Egyesült Királyság | 22.64   |         |
| 6       | Pavel Setin             | Azerbajdzsán       | 22.72   |         |
| B döntő |                         |                    |         |         |
| H       | Név                     | Nemzet             | E       | Mj      |
| 1       | Wim Van Belle           | Belgium            | 22.19   |         |
| 2       | Michael-pat Phil Anpong | Hollandia          | 22.37   |         |
| 3       | Kristjan Reinaru        | Észtország         | 22.37   |         |
| 4       | Joel Kuivaniemi         | Finnország         | 22.64   |         |
| 5       | Nyls Nubret             | Franciaország      | 22.67   |         |
| 6       | Jonathan Bille Perez    | Norvégia           | 22.78   |         |